# Lättjärnen, Västergötland
Lättjärnen är en sjö i Partille kommun i Västergötland och ingår i Göta älvs huvudavrinningsområde.

## Bilder

Lättjärnen
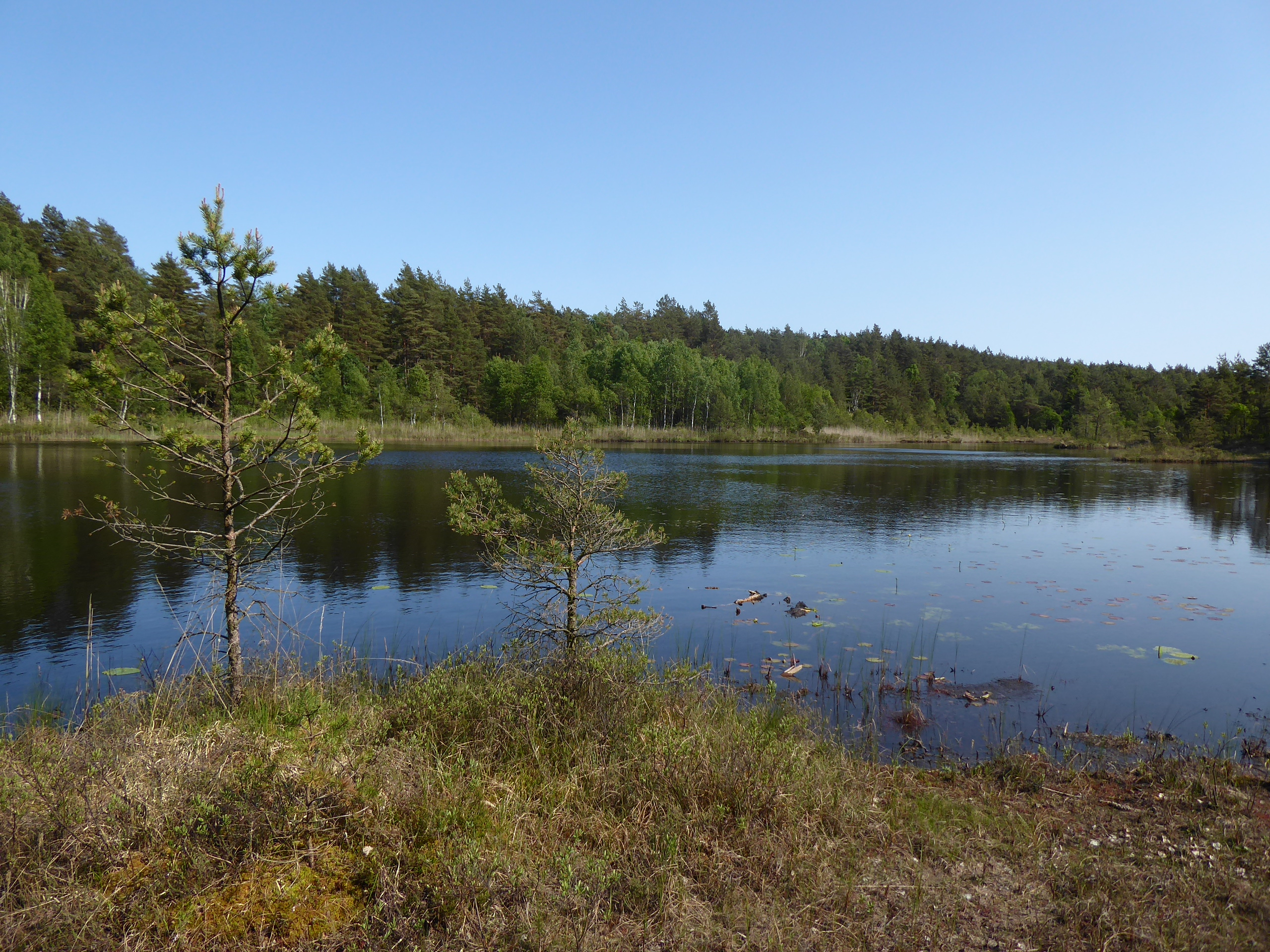
Lättjärnen från nordväst i riktning sydöst den 1 juni 2023
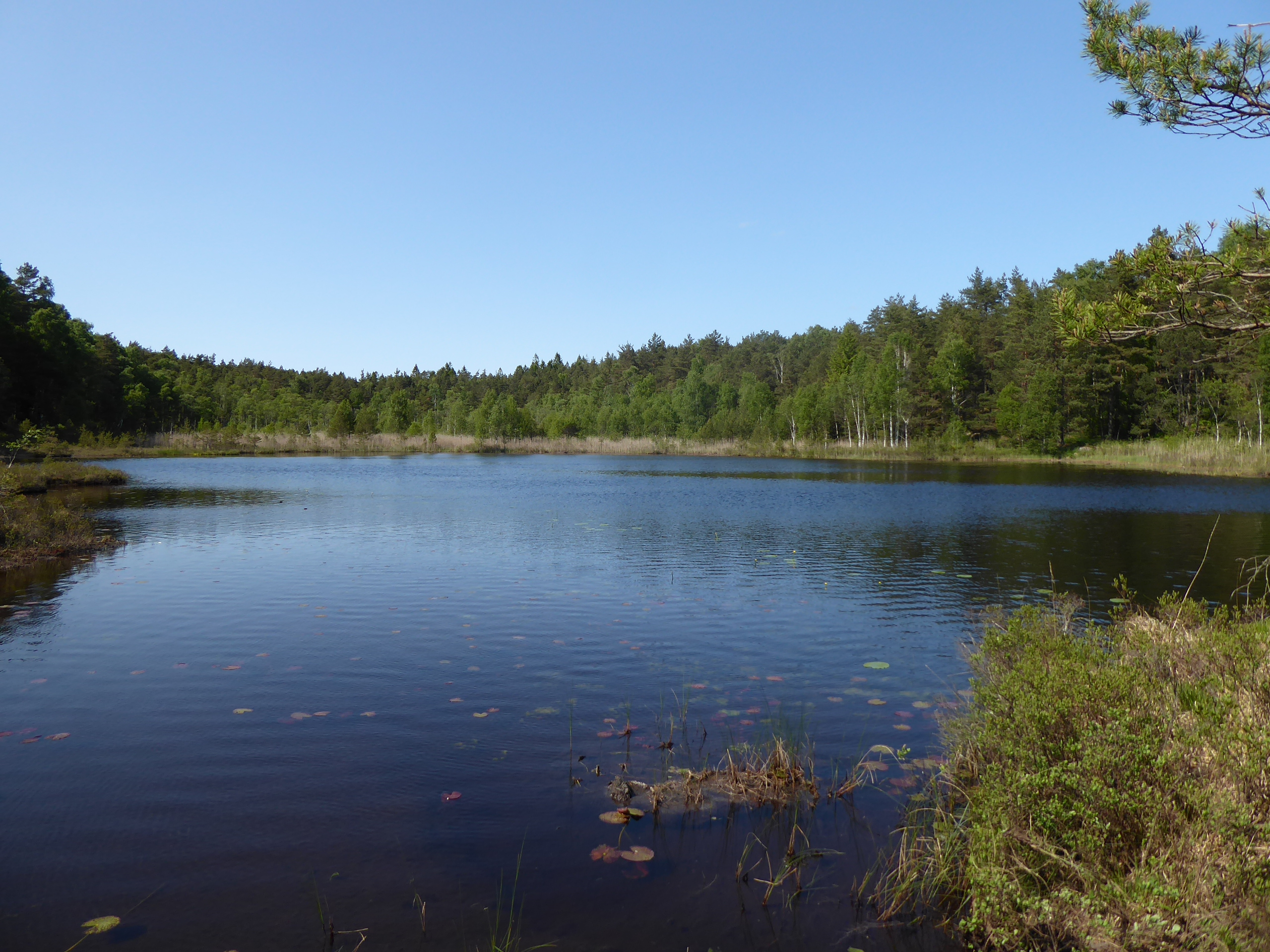
Lättjärnen från söder den 1 juni 2023
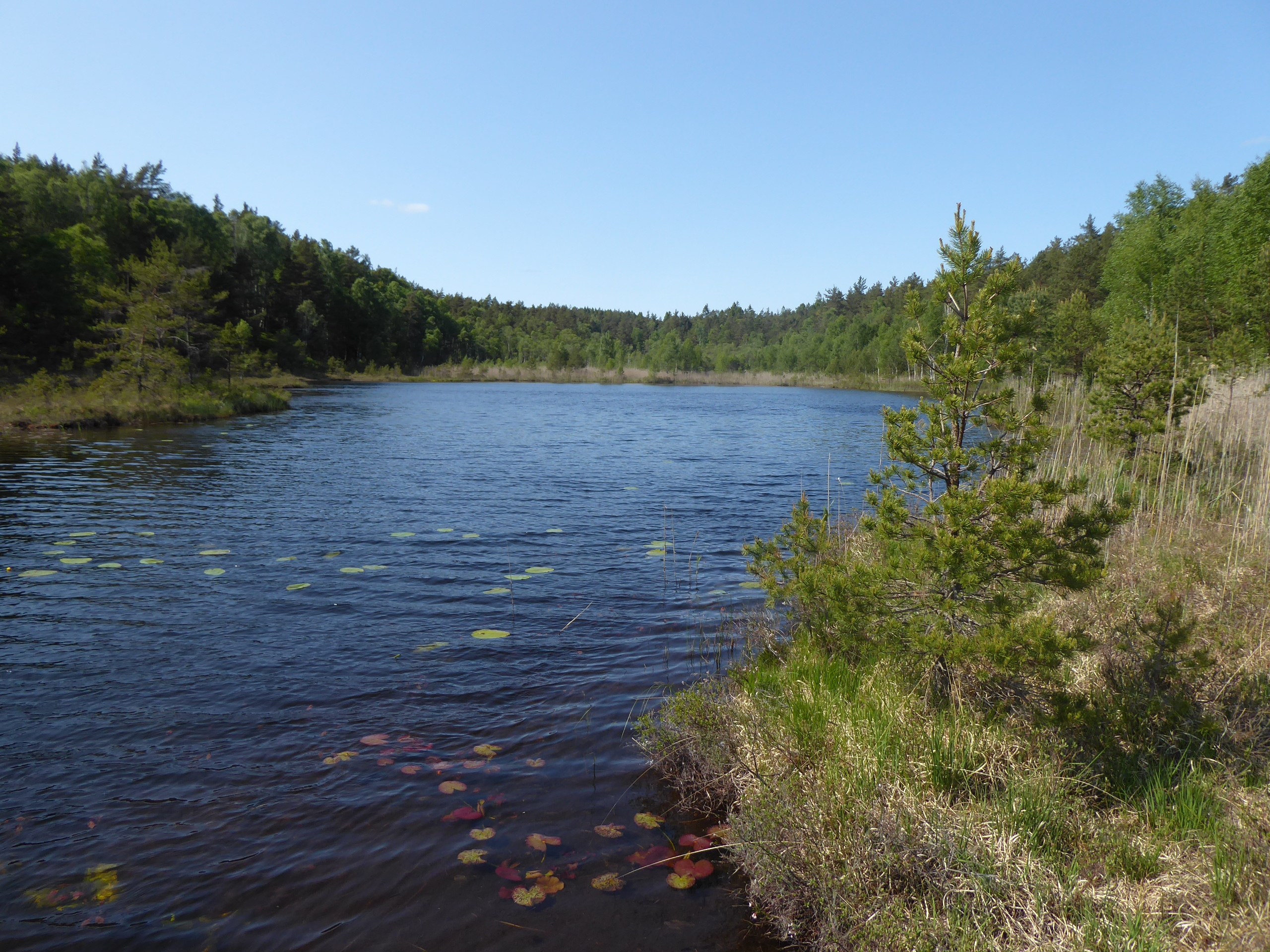
Lättjärnen från sydöst i riktning norr den 1 juni 2023
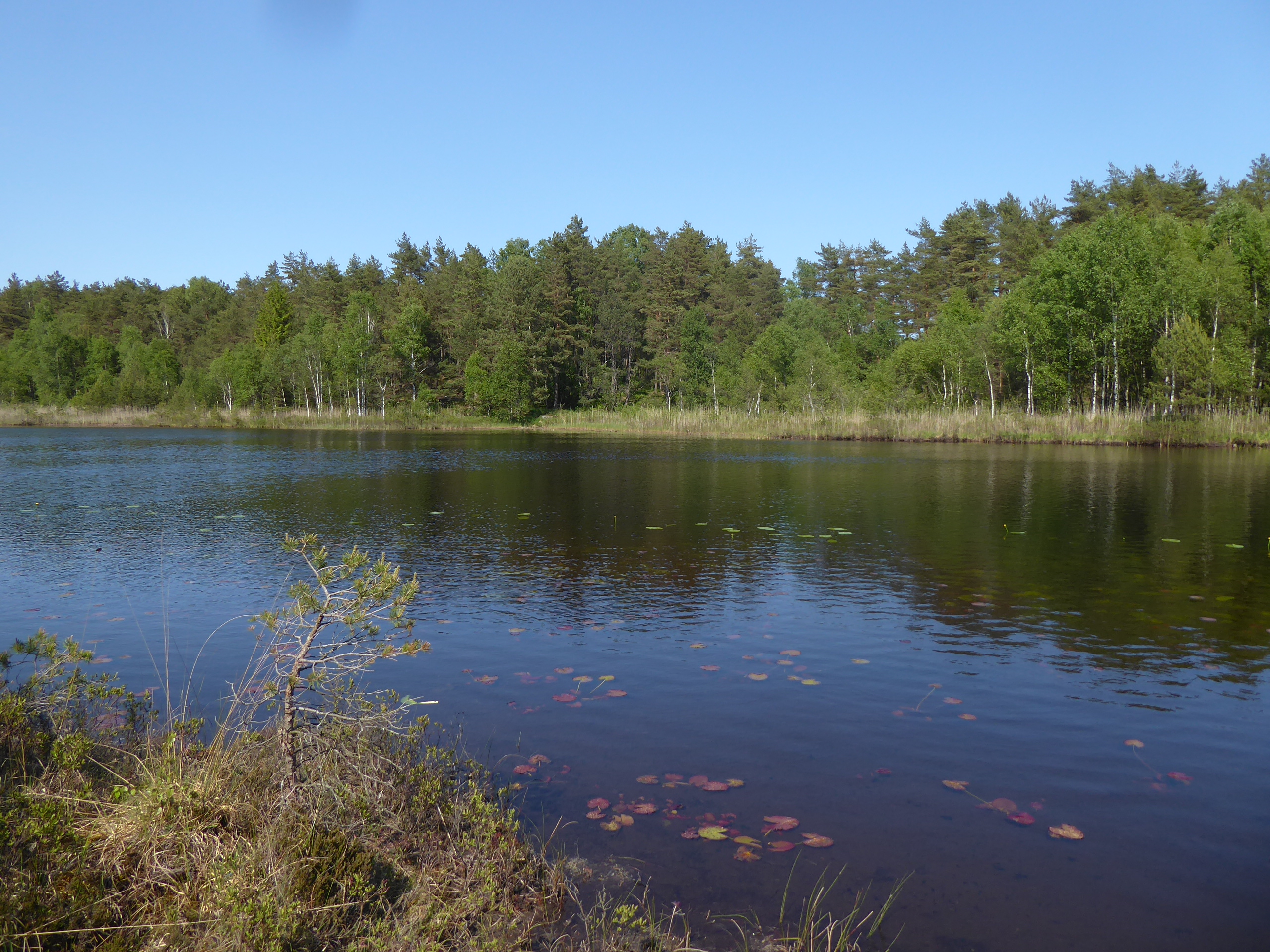
Lättjärnen västerifrån den 1 juni 2023